# Lithostege angulata
Lithostege angulata är en fjärilsart som beskrevs av Louis Beethoven Prout 1910. Lithostege angulata ingår i släktet Lithostege och familjen mätare. Inga underarter finns listade i Catalogue of Life.